# 1136

سنة 1136 كانت سنة كبيسة تبدأ يوم الأربعاء (سوف يظهر الرابط التقويم الكامل للعام) حسب التقويم اليولياني.

## أحداث
- الانتهاء من بناء كاتدرائية سانت دينس في باريس

## مواليد
- عموري الأول ملك القدس
- الجزري
- عبد السلام بن مشيش

## وفيات
- عبد المؤمن بن علي الكومي